# And the Hippos Were Boiled in Their Tanks
And the Hippos Were Boiled in Their Tanks é um romance por Jack Kerouac e William S. Burroughs. "E os Hipopótamos Foram Cozidos em Seus Tanques" (em português) foi escrito em 1945, uma década antes dos dois autores se tornarem famosos como figuras distintas da Beat Generation, e permaneceu inédito por muitos anos.
O título do livro supostamente vem de um noticiário, ouvido por Burroughs, sobre um incêndio no jardim zoológico de St Louis durante o qual o locutor teve um ataque de riso na leitura da notícia. No entanto, em  2008, James Grauerholz indicou que a origem do título não está confirmada e pode ter sido relacionada a um incidente de zoológico no Egito, ou possivelmente até mesmo num incêndio que ocorreu em um circo.